# Dominik Veney
Dominik Terrell Veney (* 8. September 1987 in Augsburg) ist ein ehemaliger deutscher Basketballspieler.

## Werdegang
Veney, Sohn einer deutschen Mutter und eines US-amerikanischen Vaters, spielte beim TSV Schwaben Augsburg, in der Saison 2007/08 kam der 1,99 Meter große Flügelspieler bei der Mannschaft Heimerer Schulen Basket Landsberg zu ersten Einsätzen in der 1. Regionalliga Südost. Ab 2008 spielte er in derselben Liga für die BG Leitershofen/Stadtbergen. Veney war in der Saison 2009/10 als Leistungsträger (10,9 Punkte/Begegnung) am Aufstieg der Mannschaft in die 2. Bundesliga ProB und in der Saison 2010/11 am „Durchmarsch“ in die 2. Bundesliga ProA beteiligt, als er 2011 mit Leitershofen/Stadtbergen Vizemeister der 2. Bundesliga ProB wurde und im Verlauf der Saison 2010/11 im Mittel 9 Punkte je Einsatz erzielte.
In der 2. Bundesliga ProA verpasste Veney mit der Mannschaft den Klassenverbleib, der Flügelspieler hatte während des Spieljahres 2011/12 an 28 Zweitligaspielen mitgewirkt und einen Punkteschnitt von 5,1 je Begegnung erreicht. Nach dem Abstieg aus der 2. Bundesliga ProA verließ er die BG Leitershofen/Stadtbergen und stand fortan im Aufgebot des TSV Schwaben Augsburg. Mit der Mannschaft gelang ihm 2013 der Aufstieg von der Bayernliga in die 2. Regionalliga. Auch dort spielte er für den TSV Schwaben, zur Saison 2014/15 ging er zur BG Leitershofen/Stadtbergen (mittlerweile wieder in der 1. Regionalliga) zurück. 2022 wurde er mit der Mannschaft noch einmal Meister der 1. Regionalliga Südost, gleichbedeutend mit der Rückkehr in die 2. Bundesliga ProB. Veney war Kapitän der Meistermannschaft und in der Schlussphase des entscheidenden Spiels gegen den MTSV Schwabing für den Sieg hauptverantwortlich. Er zog sich nach dem Ende der Saison 2021/22 vom Leistungssport zurück, die BG Leitershofen/Stadtbergen entschied, als Anerkennung für Veneys Leistungen und Treue, die von ihm getragene Rückennummer 22 fortan nicht mehr zu vergeben.